# Бенелли, Андреа
Андре́а Бене́лли (итал. Andrea Benelli; 28 июня 1960 года, Флоренция) — итальянский стрелок, выступавший в дисциплине скит. Олимпийский чемпион 2004 года, двукратный чемпион мира.

## Карьера
Спортивную карьеру Андреа Бенелли начал в 1977 году. Через год стал вице-чемпионом Европы среди молодежи, а в 1979 выиграл молодёжное первенство континента.
В 1986 году на чемпионате мира в Зуле стал серебряным призёром, а год спустя в Валенсии выиграл золотую медаль. В 1988 году дебютировал на Олимпийских играх. Выступая в смешанном ските занял 20-е место со 194 удачными выстрелами (тогда как  для попадания в финал потребовалось 196 попаданий). Через четыре года в Барселоне поразил 145 мишеней из 150, что принесло ему только лишь 25-е место.
С 1996 года дисциплина «смешанный скит» была заменена чисто мужскими соревнованиями. В этой дисциплине Бенелли выступил значительно удачнее. В квалификации и финале он допустил всего 3 промаха из 150 выстрелов и разделил третье место с датчанином Расмуссеном. Судьба бронзовой медали решалась в перестрелке, где датчанин промахнулся седьмым выстрелом, а итальянец был точен и завоевал первую в карьере олимпийскую медаль.
В Сиднее итальянец вновь пробился в финал, но на этот раз остался без медали, заняв пятое место. Самой удачной Олимпиадой в карьере Бенелли стали пятые для него Игры в Афинах. В квалификации он промахнулся лишь раз, уступив только идеально точному финну Кемппайнену. В финальном раунде Бенелли был безупречен, а финн ошибся однажды. Набрав одинаковую сумму (по 149 попаданий) два спортсмена разыграли «золото» в перестрелке, где итальянец был точен, а финн промахнулся в пятую мишень, проиграв золотую медаль.
На последних в карьере Играх Бенелли не смог защитить звание чемпиона, заняв с результатом 113 очков из 125 возможных лишь 24-е место.
После Олимпиады в Пекине завершил спортивную карьеру и перешёл на тренерскую работу. Вскоре стал главным тренером сборной Италии в дисциплине «скит». В 2016 году его подопечные Габриэле Россетти и Диана Бакози выиграли всё золото в ските на Олимпиаде в Рио-де-Жанейро.